# Marco Padalino
Marco Padalino (* 8. Dezember 1983 in Viganello) ist ein ehemaliger Schweizer Fussballspieler.

## Karriere

### Vereine
Die Karriere von Marco Padalino begann beim FC Lugano. Wegen des Konkurses des Clubs im März 2003 musste Padalino den Verein wechseln, er kam bei Malcantone Agno in der Challenge League unter. Roberto Morinini, sein früherer Trainer in Lugano, fädelte im Januar 2004 den Transfer nach Italien zu Catania Calcio ein, wo Padalino vor allem zu Beginn oft zum Einsatz kam. Im Jahr 2005 verliess er Sizilien in Richtung Piacenza Calcio. In der norditalienischen Kleinstadt entwickelte er sich zum Leistungsträger und weckte während vier Jahren mit starken Auftritten das Interesse diverser Vereine aus der höchsten Spielklasse Italiens.
Im Sommer 2008 gelang dem Mittelfeldspieler der grosse Sprung in die Serie A. Sampdoria Genua liess sich seine Verpflichtung umgerechnet vier Millionen Franken kosten. 2010 spielte er mit den Liguriern in den Play-offs der UEFA Champions League 2010/11. Nur ein Jahr später stieg er mit seinem Club in die Serie B ab, schaffte aber im Frühling 2012 den direkten Wiederaufstieg in die höchste italienische Spielklasse nach dem Play-off-Finalsieg gegen Varese Calcio. In der Serie A spielte Padalino jedoch in den Plänen des neuen Trainers Ciro Ferrara keine Rolle mehr, und er wechselte Anfang September 2012 zu Vicenza Calcio in die Serie B. Von 2014 bis 2018 spielte er beim FC Lugano und beendete dort seine Profikarriere.

### Nationalmannschaft
Im November 2008 wurde Padalino 24-jährig durch Nationaltrainer Ottmar Hitzfeld erstmals ins Schweizer Nationalteam berufen. Sein Debüt für die Schweiz gab er am 11. Februar 2009 beim 1:1 in Genf gegen Bulgarien.